# Christophe Butkens
Christophe Butkens (1590 – 1650) antwerpeni ciszterci apát, történész, genealógus. A neve Buthkens alakban is előfordul.

## Munkássága
Saját vonalkázási rendszert dolgozott ki a színek jelölésére, de következetlen módon alkalmazta, ami félreértésekre adott okot  és nem is terjedt el. Színjelölési módszere Annales genealogiques de la maison de Lynden (Antwerpen, 1626) című művében jelent meg, mely az Aspremont-Lynden genealógia meghamisítása miatt vált hírhedtté. Ezt A. Van Linden báró már 1891-ben leleplezte. Későbbi művét viszont már hitelesnek tartják. Philipp Jacob Spener a vonalkázási rendszer feltalálójának Butkenst tartotta. Ő volt az egyik cenzora Juan Caramuel Lobkowitz 1636-os művének (Declaración Mystica de las Armas de España, Brüsszel, 1636) mely egy másik vonalkázási rendszert tartalmaz.

## Művei
- Annales genealogiques de la maison de Lynden. Antwerpen, 1626
- Trophées tant sacrés que prophanes de la duché de Brabant. Tome I. Contenant l'origine, succession et descendance des ducs et princes de ceste maison avec leurs actions plus signalées, ensemble des genealogies de plusieurs ducs, princes, comtes, barons, seigneurs et nobles, leur vassals et subiects avec les preuves servantes à entiere verification…' Antwerpen, 1641. A címlapot Abraham van Diepenbeke nyomán Mathieu Borrekens metszette.   Másik kiadása: F. C. Butkens: Trophées tant sacrés et profanes du Duché de Brabant. 1724-1726